# منير نايفة
منير حسن أحمد نايفة (13 ديسمبر 1945 - ) عالم ذرة وفيزيائي فلسطيني، ولد في مدينة طولكرم الفلسطينية، وهو من أبرز علماء تكنولوجيا النانو، ويحمل الجنسية الأمريكية والأردنية، وحاصل على الدكتوراه من جامعة ستانفورد الأمريكية في مجال الفيزياء الذرية وعلوم الليزر، ولديه العشرات من الاختراعات المسجلة في الولايات المتحدة الأميركية.

## النشأة والتحصيل العلمي
ولد منير حسن أحمد نايفة بتاريخ 13 ديسمبر 1945 في حي شويكة بمدينة طولكرم الفلسطينية، تلقى تعليمه الابتدائي والإعدادي في مدارس مدينته طولكرم، وتلقى تعليمه الثانوي في الأردن. توجه بعد ذلك إلى لبنان للحصول على درجة البكالوريوس من الجامعة الأمريكية في بيروت في عام 1968، ثم على الدكتوراه، وقد حصل عليها بالفعل في حقل الفيزياء الذرية وعلوم الليزر.

## حياته الشخصية
للعالم منير نايفة ثلاثة أشقاء يحملون لقب بروفيسور هم على التوالي علي نايفة أستاذ الهندسة الميكانيكية، وعدنان نايفة أستاذ الهندسة الميكانيكية والطيران، وتيسير نايفة أستاذ الهندسة الصناعية.

## الحياة العملية
عمل نايفة في الفترة من عام 1977 وحتى عام 1979 باحثا فيزيائيا بمعامل أوج – رج بجامعة كنتاكي، ثم التحق في نهاية هذه الفترة عام 1979 بجامعة إلينوي، وفي نفس العام حصل على جائزة البحث التصنيعى في الولايات المتحدة. نشر نايفة ما يزيد عن 130 مقالاً وبحثاً علمياً، وشارك مع آخرين في إعداد وتأليف العديد من الكتب عن علوم الليزر والكهربية والمغناطيسية.

## تكنولوجيا النانو
يعتبر العالم الأمريكي الشهير ريتشارد فاينمان الذي حاز على جائزة نوبل في الفيزياء عام 1965 مؤسس تكنولوجيا النانو كما نعرفها اليوم من خلال الفرضيات والأفكار التي طرحها حول هذا الموضوع في خمسينيات القرن الماضي، ومنها محاضرته الهامة أمام الجمعية الأمريكية للفيزياء والتي قال فيها: «إذا كان انشطار الذرة أنتج القنبلة النووية والطاقة النووية، فماذا سيحدث إذا استطعنا التحكم بحركة هذه الذرات أو ترتيب موقعها ضمن الجزيئات المادية»، مؤكداً أنَّ كثيراً من المفاهيم الفيزيائية تتغير عند المستويات الذرية، فتصبح الجاذبية أقل أهمية وفي المقابل تزداد أهمية قوة التوتر السطحي.
بقيت تساؤلات فاينمان مجرَّد أفكار نظرية لعدة سنوات بسبب عدم توفر تكنولوجيا متطورة كفاية لتحقيق التحكم الفعال بالذرات في ذلك الوقت، ولكن بعد عقدين من الزمن بدأت المعطيات تتغير مع جيل جديد من علماء الفيزياء أبرزهم عالم الذرة الفلسطيني الأمريكي منير نايفة، فقد تمكَّن من خلال التقنيات التي طورها من تحريك الذرات بشكلٍ مفرد وترتيبها بطريقة مدروسة غير عشوائية، واستطاع أيضاً وهو طالب دكتوراه في جامعة ستانفورد من اكتشاف معطيات فيزيائية جديدة تتعلق باختلاف سلوك المادة في المستويات النانوية وذلك بفضل أبحاثه على ذرة الهدروجين التي أجراها في مختبرات الجامعة.

## التطبيقات العملية
اعتماداً على الملاحظات والأفكار النظرية التي توصل إليها البروفيسور نايفة في أبحاثه تمكَّن من تصنيع حبيبات سيليكون فائقة الصغر ذات قطر يقترب من 1 نانومتر وبعضها يتكون من 29 ذرة فقط.
يمكن استخدام هذه الحبيبات في الصناعة والعلوم من خلال تصميم أجهزة مجهرية لأغراض عديدة، ففي المجال الطبي يمكن استعمال هذه الحبيبات لتصنيع معدات فائقة الصغر يمكن إدخالها إلى البنى الصغيرة في جسم الإنسان كالشرايين مثلاً، بالإضافة لتطبيقات صناعية وزراعية وبرمجية وعسكرية أخرى، بمعنى آخر فقد زادت التقنيات التي أبدعها نايفة من كفاءة الآلات آلاف المرات.

## مؤلفات
كتب منير نايفة أكثر من 180 مقالاً وبحثاً علمياً، وشارك مع علماء آخرين في إعداد وتأليف كتب علمية هامة في مجال الليزر والكهرومغناطيسية بالإضافة لتكنولوجيا النانو وفروعها، ولعل أبرز إنجازاته هو بحثه حول الذرات المنفردة في مختبر أوك ريدج الأمريكي والذي نشرت نتائجه عام 1976، كان هذا البحث هو الذي مهَّد له الطريق للحصول على جائزة البحث الصناعي في الولايات المتحدة الأمريكية عام 1979، وهو نفس العام الذي التحق فيه بجامعة إلينوي حيث تابع أبحاثه تحت دعم ورعاية الجامعة، وهناك أسس شركة نانوسليكون والتي هدفت لإيصال تقنيات النانو إلى القطاع الصناعي والتجاري.
بالإضافة لدعمه غير المحدود للأبحاث التي تجري في الوطن العربي وتواصله مع أبرز الجامعات العربية يرأس البروفيسور نايفة شبكة العلماء والتكنولوجيين العرب في المهجر وهو أحد التجمعات الشهيرة للعلماء العرب المهاجرين، كما أنه عضو بمجلس إدارة المؤسسة العربية للعلوم والتكنولوجيا بالشارقة.

## أوسمة وجوائز
حصل البروفيسور منير نايفة على عشرات الجوائز العلمية المرموقة، وخُلِّد اسمه في العديد من موسوعات العلماء والمشاهير كالموسوعة البريطانية الشهيرة بريتانيكا، وعنه يقول رئيس قسم الفيزياء في جامعة إلينوي ديل هارانغن: «البروفيسور منير نايفة هو عالم مثير للاهتمام حقاً، فقد اكتشف أهمية تكنولوجيا النانو وركز أبحاثه عليها وصب اهتمامه الرئيسي على كيفية تصنيع جزيئات نانو عالية الجودة».
في 20 أبريل 2017، قلده الرئيس الفلسطيني محمود عباس بوسام دولة فلسطين من رتبة نجمة الاستحقاق تقديراً لمكانته العلمية الرفيعة وإسهاماته في خدمة البشرية.

## وصلات خارجية
- منير نايفة على موقع المكتبة المفتوحة (الإنجليزية)